# فلورس دآبیلا
فلرس د آبیلا دهستانی در استان آبیلای اسپانیا است.
در این دهستان ۴۱۶ نفر زندگی می‌کنند. مساحت این دهستان ۴۳٫۲۲ کیلومتر مربع است.